# Pascow
Pascow est un groupe allemand de punk rock, originaire de Gimbweiler.

## Histoire
Le nom du groupe provient du roman Simetierre de Stephen King, dans lequel apparaît un « Victor Pascow ». Le groupe se forme en 1998 dans le village de Gimbweiler en Rhénanie-Palatinat, où se trouve encore aujourd'hui la salle de répétition, autour du couple de frères Alex et Ollo Pascow. Certains membres du groupe sont en outre originaires du district de St. Wendel. Comme c'est souvent le cas dans le milieu punk (en référence aux Ramones), les membres adaptent également le nom du groupe comme nom de famille. En 1999, la cassette démo The Charles Bronson Gay Club sort. Partant de l'esthétique DIY, le groupe fonde le label discographique indépendant Kidnap Music afin de publier leur musique sur des supports sonores. Parallèlement, le magasin Tante Guerilla est lancé.
Pour les trois premiers albums, le groupe travaille en étroite collaboration avec le label discographique du fanzine Plastic Bomb. En 2002, leur premier album Richard Nixon Discopistole sort, et comprend le tube de scène Trampen nach Norden. En 2004, l'ancien bassiste Bieber (d'Across the Border), rejoint le groupe. Avec lui sortent les deux albums Geschichten, die einer schrieb..., qui se distingue par sa production heavy metal, et Nächster Halt gefliester Boden, qui présente le groupe de manière plus mature musicalement, mais aussi plus agressive. En 2008, le bassiste Flo rejoint le groupe. Parallèlement, le groupe change de distributeur, passant de Plastic Bomb à Rookie Records (de Cologne). En 2010, l'album Alles muss kaputt sein sort.
Le 28 février 2014, l'album Diene der Party sort. En plus de la version normale en digipack et en LP, un coffret est publié, comprenant un LP, une version MP3 de l'album ainsi qu'un livre au format LP. Outre les textes, le livre contient des histoires courtes écrites par des auteurs de littérature underground tels que Jan Off, Alex Gräbeldinger et Chris Scholz, ainsi qu'une histoire courte de fan sur différentes chansons de Pascow. Le coffret, limité à 500 exemplaires, est déjà épuisé avant sa sortie. L'album contient Lettre Noir, une chanson contre le groupe Frei.Wild (du Tyrol du Sud).
Le groupe fait rarement des tournées, mais donne une plus grande quantité de concerts, notamment à l'Ex-Haus de Trèves, ainsi que quelques concerts choisis dans des festivals, comme le Punk im Pott ou le Force Attack.
Début 2019 sort leur sixième album Jade, avec lequel ils entrent pour la première fois dans le classement des albums allemands (47e place). Le groupe se restructure en interne après le DVD Lost Heimweh. La manière de composer les textes change également, le chanteur Alex Pascow déclarant à ce sujet : « Il ne s'agissait pas de jeter notre style par-dessus bord, mais on voulait, dans le cadre de nos possibilités, rendre les choses un peu plus claires. Ça nous permet aussi de baisser notre froc et de nous rendre un peu plus vulnérables. Mais si on chante sur l'amour, ça doit de d'être très clair, et si on chante sur la politique, ça se doit d'être très clair aussi ».
En 2021, le groupe soutient la pétition citoyenne pour la renaissance du centre culturel de Trèves pour la jeunesse Exzellenzhaus (en abrégé : eXhaus) de l'Aktionsbündnis eXhaus bleibt !.
Le septième album du groupe, intitulé Sieben, sort le 27 janvier 2023 et représente, avec un classement dans le top 10 des charts allemands, le plus grand succès commercial du groupe à ce jour.

## Style musical
Musicalement, le groupe est enraciné dans le punk rock germanophone. Les textes sont influencés par les « deutschen punks » (par opposition au deutschpunk), comme Knochenfabrik, Duesenjaeger, Turbostaat, Dackelblut et les premiers morceaux de Die Goldenen Zitronen. Les textes sont aussi des allusions aux romans de Stephen King. Musicalement, le groupe est influencé au début par les Misfits et les Ramones, puis par des groupes de rock comme Gluecifer, Turbonegro et The Turbo A.C.'s. Au début, ils appellent également leur style musical « bukowski pop », car les œuvres du poète Charles Bukowski servent également d'influence. Une référence directe est le titre de l'album Geschichten, die einer schrieb…. Au fil des années, le son devient plus dense et les textes plus aboutis. En particulier à partir de Nächster Halt gefliester Boden, Pascow se montre plus mûr et plus varié. De plus, le groupe devient depuis plus agressif et plus dur que sur les albums précédents. Avec Diene der Party, les textes deviennent à nouveau plus directs, mais aussi très mélancoliques, et la musique redevient plus mélodieuse,. 

## Discographie

### Albums studio
- 2002 : Richard Nixon Discopistole (LP, CD, Plastic Bomb / Kidnap Music)
- 2004 : Geschichten, die einer schrieb… (LP, CD, Plastic Bomb / Kidnap Music)
- 2007 : Nächster Halt gefliester Boden (LP, CD, Plastic Bomb / Kidnap Music)
- 2010 : Alles muss kaputt sein (LP, CD, Rookie Records / Kidnap Music)
- 2014 : Diene der Party (LP, CD, coffret, Rookie Records / Kidnap Music)
- 2019 : Jade (CD, LP, Rookie Records / Kidnap Music) (74e des charts allemands)[6]
- 2023 : Sieben (CD, LP, Rookie Records / Kidnap Music)  (5e des charts allemands[6], 95e des charts suisses[11])

### EP
- 2001 : Pascow (7"/MCD, Kidnap Music)
- 2006 : Die Rote Suzuki und Pascow (split-7" + Disco PS Fanzine)

### Autres
- 1999 : The Charles Bronson Gay Club (cassette audio, démo, Kidnap Music)
- 2005 : Schief gescheitelt, schlecht rasiert (album téléchargeable)
- 2012 : Split Pascow/ Spermbirds (single vinyle, Rookie Records)